# A megbélyegzett asszony (film, 1937)
A megbélyegzett asszony (eredeti francia címe: Forfaiture) Marcel L’Herbier rendezésében készült, 1937-ben bemutatott fekete–fehér francia filmdráma. Magyarországon a filmet 1939. május 15-én mutatták be.
Cecil B. DeMille amerikai filmrendező nevezetes, 1915-ben készített és bemutatott The Cheat (Franciaországban: Forfaiture) című némafilmjének adaptációja, ún. remake-je, ezúttal hangos filmen. Érdekessége, hogy a kölcsönt adó gazdag férfi szerepét (ebben a változatban: Hu-Lang herceg) mindkét filmben ugyanaz a japán színész, Sessue Hayakawa alakítja.

## Cselekménye
Pierre Moret francia mérnök Mongóliában út-és hídépítéssel foglalkozik. Felesége nagyvilági életet él és egy ázsiai rulettjátékon nagy összegeket veszít. Veszteségét – férje elől eltitkolva – előbb a Vöröskereszt rábízott pénzéből fedezi, majd Hu-Long hercegtől, Mongólia urától kér kölcsön. A pénzért cserébe a herceg randevút kér tőle. Az asszony beleegyezik, de a találkára nem megy el, hanem visszaküldi a kölcsönt a hercegnek, aki bosszút esküszik. 
A mérnök munkájának befejezése előtt az épített híd összeomlik. Moret-et visszarendelik Párizsba és őt teszik felelőssé a katasztrófáért. Moret megtudja, hogy a rosszindulatú jelentést Hu-Long herceg küldte a társaságnak. Amikor felkeresi őt, hogy kérdőre vonja, a herceget lelövik. A gyilkossággal Moret-t gyanúsítják, de a tárgyaláson felesége bevallja, hogy a herceget ő maga ölte meg. Előzőleg ugyanis felkereste Hu-Longot és könyörgött, hogy ne büntesse ártatlan férjét. A herceg továbbra is azt követelte, hogy az asszony váltsa be Mongóliában tett ígéretét. Amikor látta, hogy a nő erre nem hajlandó, tüzes vassal megbélyegezte őt. Moret-né ekkor pisztolyával lelőtte. Az asszonyt és férjét a bíróság felmenti.

## Főbb szereplők
- Louis Jouvet – Valfar
- Lise Delamare – Denise Moret, Pierre felesége
- Sessue Hayakawa – Hu-Lang herceg
- Ève Francis – Mrs. Curtis
- Sylvia Bataille – Ming, a herceg titkárnője
- Victor Francen – Pierre Moret
- Lucas Gridoux – Tang-Si
- Lucien Nat – Ribeyre, Pierre ügyvédje
- Pierre Magnier – a Társaság elnöke